# 휴고 카바나

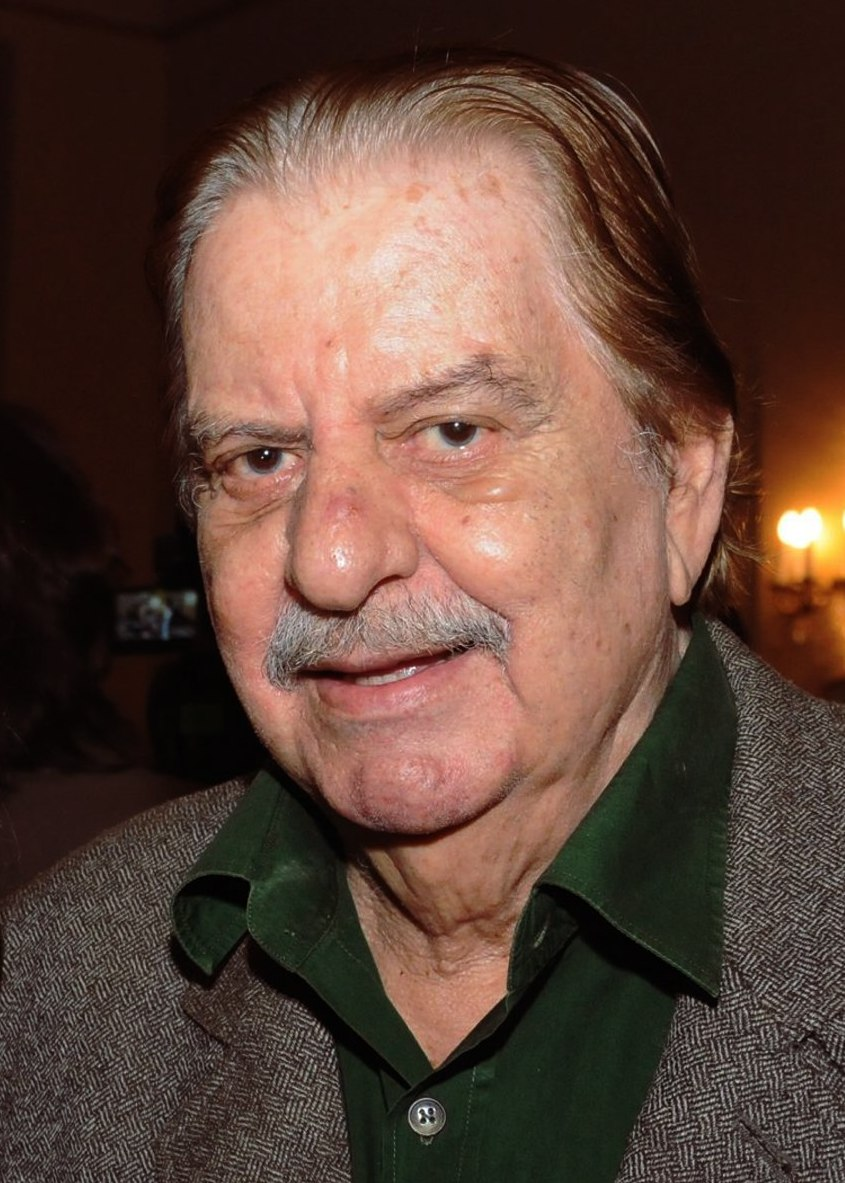

휴고 카바나(Hugo Carvana, 1937년 6월 4일~2014년 10월 4일)는 브라질의 배우이다.
리우데자네이루에서 태어났으며 리우데자네이루에서 사망하였다. 사인은 폐암이다.

## 영화
- 가장 위대한 사랑 (2006년)
- CQ2 (2004년)
- 네이키드 맨 (1997년)
- 더 폴 (1978년)
- 고 투 워크 유어 붐 (1974년)
- 올 누디티 쉘 비 퍼니시드 (1973년)
- 죽음의 안토니오 (1969년)
- 고뇌하는 땅 (1967년)
- 건즈 (1964년)